# 로블록스
로블록스(영어: Roblox)는 사용자가 프로그래밍하고, 다른 사용자가 만든 게임을 즐길 수 있는 온라인 게임 플랫폼 및 게임 제작 시스템이다. 데이비드 바수츠키와 에릭 카셀이 2004년에 설립하고 2006년에 출시한 이 플랫폼은 루아 프로그래밍 언어로 코딩된 여러 장르의 사용자 제작 게임을 호스팅한다.
로블록스는 2010년대 하반기에 빠르게 성장하기 시작했으며, 이러한 성장은 2020년대에 코로나-19 유행으로 인해 더욱 두드러졌다. 로블록스는 무료로 플레이 할 수 있으며, '로벅스(Robux)'=라는 가상 화폐를 통해 게임 내에서 여러 가지 아이템을 구매할 수 있다. 2021년 5월, 로블록스는 570만 명의 최대 동시 접속자를 달성했고, 월 1억 명 이상의 사용자가 게임을 플레이한다. 로블록스 사용자는 지속적으로 늘고 있으며, 미국 어린이의 절반 이상이 로블록스를 플레이 한다.
로블록스에서는 플레이어가 플랫폼에서 아바타 역할을 하는 가상 캐릭터를 장식하는데 사용할 수 있는 가상 아이템을 구매, 판매 및 생성할 수 있다. 복장 구매는 누구나 가능하지지만 판매는 로블록스 패키지를 구매한 사용자만 가능하다. 로블록스 관리자와 사측에서 허가를 받은 사람들만 공식 로블록스 사용자 계정으로 대가리, 몸 뚱아리, 장비 및 패키지를 판매할 수 있다. 로블록스 코퍼레이션에서 일한 경력이 있는 일부 사용자만 가상 모자와 액세서리를 게시할 수 있다. 아이템을 정규직으로 디자인하는 게이머가 여러 명 있으며, 가장 높은 수익을 올리는 크리에이터는 아이템 판매에서 연간 $1(일 달러) 이상을 벌어 들인다. 한정판 아이템은 프리미엄 멤버십 상태의 사용자 간에만 거래하거나 판매할 수 있다. 로블록스에서 게임 상의 사이버 폭력이 일어나는 일이 꽤 많다.

## 로블록스 스튜디오

로블록스 스튜디오의 아이콘

로블록스는 사용자가 자체 게임 엔진인 "로블록스 스튜디오"(Roblox Studio)를 사용하여 자신만의 게임을 만들고 자신이 만든 게임을 다른 사용자가 플레이 할 수 있도록 한다. 게임은 게임 환경을 조작하기 위해 프로그래밍 언어 루아 5.1.4를 사용하는 객체 지향 프로그래밍 시스템에서 코딩된다. 사용자는 "게임 패스 (Game Pass)로 알려진 일회성 구매와 "개발자 제품" 또는 "제품"으로 알려진 한 번 이상 구매할 수 있는 소액 결제를 통해 구매 가능한 콘텐츠를 만들 수 있다. 구매 수익의 일정 비율은 개발자와 로블록스 코퍼레이션과 나누어 분배 된다. 현재 로블록스 스튜디오를 사용하여 제작된 대부분의 게임은 미성년자들이 개발했으며 이를 사용하여 연간 총 2천만 개의 게임이 제작된다. 게임 개발 언어는 lua를 사용한다. 로블록스 스튜디오는 https://create.roblox.com/landing에서 다운로드를 할 수 있다. 또한 로블록스 스튜디오로 게임을 개발하는 방법은 이 사이트가 아주 쉽고 친절하게 설명이 되어 있으니 게임을 개발해보고 싶은 사람은 꼭 한번 보시기 바란다.

## 데브 포럼
데브 포럼은 로블록스가 공식적으로 인정하는 개발자들의 모임이다. 포럼에는 총 6개의 레벨이 있으며, 방문객(Visitor), 회원(Member), 정규 회원(Regular), 최우수 기여자(Top Contributor), 커뮤니티 편집자(Community Editor), 커뮤니티 세이지(Community Sage)가 있다. 현재 데브 포럼에는 한국어 카테고리, 한국인 개발자 그룹들이 있다.

## 데브 허브
데브 허브는 데브 포럼과 달리 개발을 교육 하는데에 중점을 둔 로블록스의 플랫폼 중 하나이다. 데브 포럼과의 가장 명확한 차이는 바로 서로 소통이 원활하지 않으며, 개발자들이 직접 글을 작성할 수 없다는 것이다. 데브 허브의 주된 목적은 인재 개발, 교육이므로, 여러 가지 기술들을 알 수 있는 게시물(글)과 가이드가 마련되어 있다.

## 로벅스

로벅스(robux)의 아이콘

로벅스(Robux)는 플레이어가 다양한 아이템을 구입할 수 있도록 하는 로블록스의 가상 화폐이다. 플레이어는 실제 화폐로 로벅스를 구매하고, 프리미엄 멤버십이 있는 회원에게 주기적으로 지급되는 보상에서, 로블록스에서 가상 콘텐츠를 제작 및 판매하여 다른 플레이어로부터 로벅스를 얻을 수 있다. 사용자 생성 콘텐츠 판매를 통해 획득한 로벅스는 웹 사이트의 개발자 교환 시스템을 통해 실제 화폐로 교환할 수 있다. 로블록스에서는 플레이어가 플랫폼에서 쓰는 횟수가 많을수록 로벅스의 가치가 높아지기도 한다. 또는 로벅스로 자신의 아바타를 꾸미거나 체험의 물건들을 사기도 한다.

## 틱스
틱스(Tix)는 2007년 8월 2일~2016년 4월 14일까지 존재하였던 로블록스의 가상 화폐이다. 모든 유저들은 매일 10틱스를 받았으며 그 외에도 받는 방법이 있었다. 하지만 싼 가격에 옷을 만들어 올리고 봇을 이용해서 계정을 여럿 생성해 틱스를 벌어 들이는 유저가 생겨났고 이것으로 리미티드 아이템도 구매하는 경우도 있었다.
로블록스는 2016년 3월에 틱스를 폐지하겠다고 선언하고 틱스의 마지막을 기념하는 "틱스 팔루자"라는 이벤트를 열었다.

## 이벤트

### 이벤트
로블록스는 2012년 2월 때때로 실제 및 가상 이벤트를 주최한다. 과거엔 플랫폼에서 일반 플레이어를 위한 컨벤션인 "블록스콘(BloxCon)"과 같은 이벤트를 주최했다. 로블록스는 2008년부터 2020년까지 매년 이스터에그 헌트을 운영했었고 원더우먼 1984 및 아쿠아맨을 위해 영화 홍보 이벤트에 가끔 참여한다. 로블록스는 또한 모금 행사로도 기능하는 시상식인 "블록시 어워드(Bloxy Awards)"라는 연례 행사를 주최한다. 플랫폼에서 가상으로 개최되는 시상식인 2020년 블록시 어워드에는 약 60만 명의 시청자가 모였다.
이후 영화 씽2게더와 콜라보를 맺어 이벤트를 열었다.
2021년 말 반스와 콜라보를 맺어 이벤트를 주최해 반스 관련 아바타 아이템을 무료로 주기도 했다.올해에는 더 헌트,더 클래식,더 게임을 주최했고 할로윈 이벤트 더 혼트(THE HAUNT)도 주최할 예정이다.

### 개발자 컨퍼런스
Roblox Corporation은 매년 샌프란시스코에서 3일 간의 초대 전용 이벤트인 로블록스 개발자 컨퍼런스를 개최한다. 이 이벤트는 사이트의 상위 콘텐츠 제작자가 플랫폼에 대한 향후 변경 사항에 대해 알게 된다. Roblox Corporation도 런던과 암스테르담에서 유사한 행사를 주최했다. 2020년에는 코로나19 범유행으로 인해 오프라인 행사가 취소되고 전 행사를 온라인으로 전환하여 진행하였다.

## 개발

2020년 3월부터 2022년 9월까지 사용된 로고.

2022년 9월부터 현재까지 사용되는 로고.

로블록스의 베타 버전은 2004년 공동 설립자 데이비스 바수츠키와 에릭 카셀에 의해 원래 다이나블록스(DynaBlocks)라는 이름으로 만들어졌다. 바수츠키는 그해 첫번째 데모 테스트를 시작했다. 2005년에 회사 이름을 로블록스로 변경하고 2006년 9월 1일에 공식적으로 출시했다. 2007년 3월 로블록스는 메뉴에서 미리 정의 된 메시지를 선택하도록 제한하여 13 세 미만 사용자의 의사 소통을 제한하는 변경 사항인 안전한 채팅을 추가하여 COPPA(아동 온라인 보호법)를 준수하게 되었다. 8월에 로블록스는 서버 개선 사항을 적용하고 "빌더스 클럽(Builders Club)"이라는 프리미엄 멤버십 서비스를 출시했다. 이 유료 멤버십 기능은 2019년 9월에 "로블록스 프리미엄(Roblox Premium)"으로 리브랜딩 되었다.
로블록스는 2011년 12월에 개발자가 회사에 제공할 새로운 개발을 위한 외부 아이디어를 작업하는 연례 행사인 첫 번째 "핵위크(Hack Week)"를 개최했다. 2012년 12월 11일에 로블록스의 iOS 버전이 출시되었고 2014년 7월 16일에 안드로이드 버전이 출시되었다. 2013년 10월 1일 로블록스는 개발자가 게임에서 얻은 로벅스를 실제 통화로 교환할 수 있는 개발자 교환 프로그램(DevEx)을 출시했다.
2015년 5월 31일에 '부드러운 지형(Smooth Terrain)'이라는 기능이 추가되어 지형의 그래픽 충실도를 높이고 물리 엔진을 블록 지향 스타일에서 보다 부드럽고 사실적인 스타일로 변경했다. 11월 20일, 로블록스는 엑스박스 원에서 출시되었으며 로블록스 직원이 선택한 15개의 게임을 처음으로 출시했다. 엑스박스 원 전용의 새로운 로블록스 게임은 승인 절차를 거쳐야 하며 오락 소프트웨어 등급 위원회 표준을 따라야 한다.
2016년 4월, 로블록스는 오큘러스 리프트용 로블록스 VR을 출시했다. 출시 당시 천만 개 이상의 게임이 3D로 제공되었다. 같은 기간에 안전한 채팅 기능이 제거되고 13세 미만 사용자에게 허용되는 단어 세트와 다른 사용자를 위한 블랙리스트 단어 세트가 포함된 화이트리스트 기반 시스템으로 대체되었다. 6월에 회사는 윈도우 10과 호환되는 버전을 출시했다. 게임 플랫폼은 웹 버전이 만들어진 2004년부터 PC에 존재했지만 윈도우 용으로 구축된 독립 실행 형 런처로 업그레이드 된 것은 이것이 처음이다. 2020년 7월 로블록스는 온라인 만남의 역할을 하는 '파티 플레이스(Party Place)'의 생성을 발표했다. 이 기능은 2020년 블록시 어워드에서 사용된 새로운 기술을 사용하여 만들어졌으며 코로나19 범유행에 대응하여 설계되었다.현재는 사용자의 서버 용량을 못 따라올 정도로 인기가 많아서 서버에 렉, 버그가 일어날 때가 종종 있다.

### 반 인종 차별 노력
로블록스 사용자는 인종 차별에 반대하는 노력으로 유명해졌으며, 수많은 유저들과 공동 창립자 바수츠키가 조지 플로이드 시위와 Black Lives Matter에 대한 지지를 선언했다. 이것 외에도 NBC에서 언급한 극우 및 신나치주의와 관련된 계정들을 신속하게 삭제하는 등의 노력을 보였다.

### 코로나19 유행의 영향
코로나19
유행은 로블록스에 다양한 영향을 미쳤다. 코로나19로 인한 사회적 거리 두기 및 격리로 인해 만나지 못하는 상황에서 어린이들은 서로 대화하는 용도로 사용되기도 하는데, 몇몇 아이들은 게임 내에서 생일 파티를 열기도 한다. 2020년 5월, Roblox Corporation은 코로나19와 싸우고 있는 자선 단체를 위한 모금을 위해 가상 모금 행사를 추진했다. 앞에서 설명한 예시들처럼 코로나19는 게임 플랫폼의 수익과 플레이어 수를 크게 증가 시켰다.

## 사건사고

### 2012년 만우절 로블록스 해킹 사건
2012년 만우절, 로블록스의 세 명의 전 제작자가 로블록스를 해킹한 사건이 벌어졌다. 로블록스 사이트는 엉망이 되었고 이상한 상품이 출시되었다. 또 몇몇 유저에게는 로벅스가 무료 지급 되었고, 이후 로벅스를 지급받은 계정이 삭제 되었다. 로블록스의 게임 중 하나인 '자연재해 서바이벌' 제작자 stickmasterluke 플레이어는 얼굴 표정 아이템(이름은 face C:)이 자동으로 장착되는 일이 벌어졌고 게임에 들어가면 나올 수 없었다. 그 후 로블록스는 복구되었다.
(현재 C: 아이템은 UGC로 출시되었다.)

### 2021년 로블록스 서버 다운 사건
2021년 10월 29일 아침 8시경 대부분의 로블록스 게임들이 모두 먹통이 되더니 이후 서버가 완전히 다운되었다. 약 3일 2시간동안 관리자들이 복구 작업을 하였고, 11월 1일 복구되었다. 이로 인해 10월 31일 할로윈 이벤트도 취소 되었다.

### 2022년 로블록스 서버 다운 사건
2022년 8월, 다시 서버가 터졌다. 2021년 서버 다운 사건처럼 대부분의 게임이 먹통이 되면서 서버가 터졌다. 5만개의 계정을 정지시키고 곧 해결되었다.(정확한 원인은 아직도 발견되지 않았다.

### 그날의 광주 사건
2024년, 부산광역시에 거주하는 초등학생의 뉴스 제보로 시작된 사건이다. 제보자는 광주 민주화 운동을 희화화 하는 내용의 서버를 처음에는 아무 생각없이 플레이 했는데 곧 심각성을 깨닫고 로블록스 측에 신고를 2번이나 했지만 답장이 없었다고 한다. 결국 뉴스에 제보하게 되는데 뉴스가 나온 이후 그날의 광주 개발자는 그 초등학생을 비하하는 게임을 만드는 등, 반성의 태도를 보이지 않다가 결국 계정이 정지되고 고발까지 당했다. 반대로 그 초등학생은 광주시 측에서 표창을 받았다.

## 논란

### 대한민국 청소년 거래법 논란
2019년, 로블록스의 입양하세요! 게임에서 한국인 유저들이 거래를 하지 못하게 되는 일이 일어났다. 이유는 한국의 법인 청소년 거래법
때문이었다. 이에 몇몇 한국의 로블록스 유저들이 거래를 하기 위해 vpn을 사용하기 시작했고 심지어는 국민 청원에 청소년 거래법 폐지 요청이 올라오기도 했다. 입양하세요! 외에도 다른 로블록스 게임들이 한국을 상대로 거래를 막기 시작했고 아직까지 이 논란은 식히지 않고 있다.

### 국가 차별 논란
2022년, 대한민국, 벨기에, 네덜란드의 일부 유저들이 로블록스의 에니메 디멘션, 펫 시뮬레이터 2 등 여러 게임을 즐기지 못하는 일이 일어났다. 한국은 앞서 말했던 청소년 거래법으로, 벨기에와 네덜란드는 랜덤 요소 게임 금지법으로 인하여 생긴 일이다. 이 사건의 발단은 로블록스의 설문조사이다. 로블록스는 설문조사에서 여러 질문을 물어보았고 여기서 개발자가 마지막 질문에 (아니요)를 답할 경우 그 개발자가 만든 게임은 한국인들이 즐길 수 없게 된 것이다. 이에 여러 유저들이 반발하며 이 사건은 겨우 식혀진 상태이다.

## 평가 및 수익

### 평가
Common Sense Media의 Berin Brereton은 다양한 게임들과 어린이들의 실력을 칭찬하였다. 또한 어린 플레이어에게 미치는 악영향을 방지하기 위해 채팅 기능을 비활성화 할 것을 권장했다.
Family Online Safety Institue의 Pateicia E. Vance는 부모에게 자녀가 게임을 플레하는동안 감시 하는 것이 좋을 것이라고 조언했다. 이와 더불어 자녀가 스스로 놀고, 탐색하고, 대화하고, 만들고, 배울 수 있게 하는 시스템을 칭찬하였고, 또한 아이들이 게임을 직접 개발할 수 있게 하는 기능을 칭찬했다.
Trusted Reviews의 Justin M. Jones는 로블록스의 플랫폼을 칭찬하면서 "개발자로 일하고 있거나 개발자가 되기를 원하는 사람들에게 이 게임을 추천해주고 싶다" 라고 말했다.
Android Guys의 Craig Hurda는 다양한 게임들을 칭찬하였다. 하지만 게임의 초점이 어린이들에게 맞추어져 있기 때문이 성인은 큰 재미를 느끼지 못할 수도 있다고 말했다.
하지만 성인도 요즘은 많이 즐긴다.

### 수익
2017년 로블록스 개발자 컨퍼런스에서 관계자는 2017년 게임 플랫폼의 제작자가 약 170만명이라고 말했다. 총 수입이 최소 $30,000,000이다. 로블록스의 iOS 버전은 2019년 11월에 10억 달러의 매출을 기록하였고, 2020년 6월에 15억 달러를 넘어서 두 번째로 높은 매출을 기록한 iOS 앱이 되었다. 로블록스의 여러 개별 게임은 누적 수익이 1천만 달러가 넘는 반면 플랫폼의 개발자는 전체적으로 2020년 동안 약 2억 5천만 달러 정도를 벌 것으로 예상된다. Roblox Corporation의 가치는 40억 달러이며 벤처 캐피탈 회사인 앤드리슨 호로위츠가 상당한 투자자로 알려져 있다.

## 장난감
2017년 1월, 장난감 제작사 재즈웨어즈(Jazwares) 와 협력하여 플랫폼에서 개발자가 만든 사용자 생성 콘텐츠를 기반으로 미니 피규어를 제작했다. 미니 피규어에는 레고 미니 피규어와 비슷한 팔다리와 관절이 있고 크기는 약 8cm로, 레고 피규어의 약 두배이다. 미니 피규어에는 탈부착과 교체가 가능한 팔다리와 액세서리가 있다. 세트에는 가상 아이템을 교환하는 데 사용되는 코드가 포함되어 있으며 무작위 미니 피규어가 들어있는 블라인드 상자도 있다. 2019년 Roblox Corporation은 "Roblox Desktop 시리즈" 라는 브랜드의 새로운 장난감을 출시했다.

## 수상 및 표창
- Inc. 5000 미국에서 가장 빠르게 성장하는 민간 기업 목록 (2016, 2017)[87][88]
- 샌마테오군 경제 개발 협회(SAMCEDA) 우수상 (2017)[89]
- San Francisco Business Times의 기술 및 혁신 상–Gaming/eSports(2017)[90]
- Fast Company의 세계 50 대 혁신 기업 - 게임 부문 1위, 전체 9위(2020)[91]

## 주식
로블록스는 주식 거래를 제공한다.
2022년 8월 9일(현지 시간), 올라갔던 주식이 17% 폭락, 일명 '어닝 쇼크'로 로블록스는 당기순 손실이 1억7644만달러로 전년 동기(1억4013만달러)보다 더 늘었다고 발표했다. 주당 순손실도 이 기간 25센트에서 30센트로 커졌다. 시장 추정치(21센트)보다 부진했다. 로블록스의 실적 부진은 일회성이 아니라는 평가가 나온다. 지난해 3분기와 4분기 로블록스의 예약 매출은 각각 전년 동기보다 28%, 20% 증가했다. 그러나 올해 1분기 3% 감소하며 성장세가 꺾였다. 적자 규모도 매 분기 커지고 있다. 지난해 4분기에 전년 동기보다 2.4배 급증한 1억4330만달러의 순손실을 기록한 데 이어 1분기에는 1억6020만달러의 순손실을 냈다.

## 같이 보기
- 입양하세요!
- 에릭 카셀
- 데이비드 바수츠키
- 로블록스 코퍼레이션
- 라이벌
- 그로우 어 가든